# Plejada Sosnowiec
Centro Comercial Plejada Sosnowiec es un centro comercial ubicado en la ciudad de Sosnowiec, Polonia. Inaugurado en 2001, incluye una galería comercial y un hipermercado operado por Carrefour. Se encuentra en el distrito de Środula, entre las calles Staszica, Norwida y 3 de mayo.

## Características
El edificio tiene una superficie total de 40 000 m², de los cuales 36 000 m² son utilizables. La mayor parte de la superficie (26 000 m²) está destinada a áreas comerciales, con 117 tiendas y locales de servicios. Entre los inquilinos destacan marcas como Reserved, H&M, Sinsay, Empik, Rossmann y Sephora. El centro también cuenta con un hipermercado Carrefour y un aparcamiento con capacidad para 1 350 vehículos, dos gasolineras y un lavadero de coches.

## Historia
La construcción comenzó el 27 de febrero de 2000 en terrenos industriales de la antigua Huta Buczek (anteriormente conocida como Huta Katarzyna). La obra fue completada el 13 de noviembre de 2001 por Mostostal Zabrze. La inversión, liderada por TK Development y Ahold, tuvo un coste estimado de 40 millones de dólares.
El centro fue inaugurado oficialmente el 14 de noviembre de 2001, incluyendo inicialmente el hipermercado Hypernova y un centro de ocio con una pared de escalada.
En 2003, Hypernova fue reemplazado por Carrefour. En 2007, el centro fue ampliado con un nuevo pasillo comercial y en 2012 se llevó a cabo una renovación completa.